# Oakland Buccaneers
The Oakland Buccaneers foi um clube americano de futebol com sede em Oakland, Califórnia, que era membro da American Soccer League.

## História
Treinados por Javier de la Torre, os Buccaneers mudaram seu nome no meio da temporada de 1976 para Golden Bay Buccaneerrs, já que jogavam na verdade em Berkeley.